# Henrik II., kralj Engleske
Henrik II. (Le Mans, 5. ožujka 1133. – Chinon, 6. srpnja 1189.) bio je engleski kralj. Prvi je nosio naslov kralja Engleske (King of England), za razliku od dotadašnjeg kralja Engleza (King of the English). Prvi je iz dinastije Plantagenet koji je vladao cijelom Engleskom. Engleski ga izvori poznaju i pod imenima Henry Curtmantle ili Curtmantel (francuski: Henri Court-manteau) i Henry Fitz-Empress (sin carice).
Osim što je bio kralj Engleske, nosio je naslov grofa Anjoua, Maine, Nantesa, Poitiersa, Mortaina i Touraine, vojvode Normandije, Akvitanije i Gaskonje, gospodara Irske.

## Životopis
Henrik se rodio u Mansu, u grofoviji Maine, posjedu njegovog oca, Gotfrida V. Anžuvinskog.
Od oca je primio 1150. naslov vojvode Normandije, a kad je umro 1151., postao je grofom od Anjoua i Maine.
Na englesko prijestolje stupio je godine 1154. temeljem Wallingfordskog sporazuma kojim ga je kralj Stjepan pristao nakon svoje smrti prihvatiti za nasljednika. Sin je Matilde, kćeri kralja Henrika I. i Gotfrida V. Anjou-Plantageneta, te je njime započeta kraljevska dinastija Anjou-Plantagenet. Nakon perioda nestabilnosti vlasti i borbi za naslijeđe Henrik II. prvi je snažni vladar čija je vladavina obilježena relativnom stabilnošću vlasti i teritorijalnom ekspanzijom.
U ratu sa Škotskom do godine 1157. povratio sjeverni dio Engleske. Ženidbom s Eleonorom Akvitanijskom zadobio je kontrolu nad Akvitanijom (većim dijelom jugozapadne Francuske). Zajedno s normanskim i anžuvinskim nasljedstvom to ga je pretvorilo u najmoćnijeg feudalnog vladara u Francuskoj čime je stekao neprijatelje u francuskim vladarima. Godine 1169. iskrcao se u Irskoj kod zaljeva Bannow, te do 1175. faktički i formalno postao vladar najvećeg dijela Irske. 
Učinio je mnogo na unutarnjem razvoju Engleske. Uveo je praksu kodificiranja običajnog prava, a zakon su provodili kraljevski putujući suci. Povećao je broj profesionalnih administratora, uveo redovito vođenje državnog arhiva, te knjiga s primicima državne riznice što je sve povećalo djelotvornost provođenja državne vlasti.
Henrika II. ponajviše se pamti po sukobu s Tomom Becketom. Naime, Becket je isprva bio Henrikov prijatelj, no, nakon što je imenovan za nadbiskupa, branio je prava svećenika na održavanje suđenja pred crkvenim sudovima. U pitanju je bila također i sloboda pritužbi i pristupa papi. Konstitucijama iz Clarendona 1164. godine znatno je ograničio sudsku vlast crkve nakon čega je Becket pobjegao iz države. No, uvažavajući mišljenje pape Henrik je pristao na kompromis. Becket se godine 1170. vratio iz izgnanstva, ali se nije pridržavao duha Henrikovog kompromisa s papom. Navodni Henrikov izljev bijesa: "Zar me nitko neće osloboditi ovog buntovnog svećenika?", doslovno su shvatila četvorica vitezova koji su nadbiskupa Becketa 1170. ubili u njegovoj katedrali. Nadbiskup je naknadno kanoniziran, a duh kompromisa s papom nije se promijenio pa je Henrik, zbog toga što su ga povezivali s Becketovim ubojstvom, povukao Konstitucije.
Od 1170. do 1183. je za suvladara imao Henrika Mladog, svog drugog sina. U tom vladarskom odnosu je Henrik Mladi bio u podređenom položaju. Praksa takvog krunjenja je bila poznata francuskim Capetima, a to su kasnije usvojili i engleski kraljevi Stjepan iz dinastije Blois i Henrik II. iz dinastije Anjou-Plantagenet.
Trojica od Henrikovih pet zakonitih sinova preminuli su prije njega, pa ga je naslijedio sin Rikard nakon njegove smrti 1189. godine.
Upravo od vremena vladavine Henrika II. pa sve do 1348., Eduarda Ispovjednika smatralo se svecem zaštitnikom Engleske. Za kraljevanja Eduarda III., za sveca zaštitnika Engleske uzet je sveti Juraj, a Edvard Ispovjednik je ostao zaštitnikom kraljevske obitelji.
| Prethodnik:             | Kralj Engleske | Nasljednik:            |
| Stjepan, kralj Engleske | Kralj Engleske | Rikard I. Lavljeg Srca |